# 駿河学院専門学校
駿河学院専門学校（するががくいんせんもんがっこう）は、静岡県静岡市葵区にある専修学校（専門学校・高等専修学校併設）。学校法人駿河学院が運営している。

## 概要
- 当初は商業科だった高等課程の学科も、現在は情報教養科（商業分野）に変更。
- かつて、上部課程の専門課程には自動車整備科（工業分野）があった。
- 姉妹校に、藤枝学院高等専修学校、清水学院高等専修学校、静進情報高等専修学校がある。

### 歴史
1986年（昭和61年）4月、学校法人駿河学院によって設置され、当初は少林寺拳法を正科として授業に取り入れていた（現在では、授業科目にはない）。

## 沿革
- 1986年（昭和61年） - 駿河学院実務高等専修学校として開校。
- 1988年（昭和63年） - 専門課程・自動車整備科を設置。

専門課程の設置に伴い学校名を駿河学院実務専門学校に改名。
- 2016年（平成28年） - 駿河学院専門学校に改名。
- 2019年（令和元年）-自動車整備科廃止

## 設置課程・学科
- 高等課程
  - 全日通学課程 情報教養科

## アクセス
- 静岡鉄道音羽町駅より徒歩約2分
- JR静岡駅より徒歩約15分

## 所在地
- 静岡県静岡市葵区音羽町19番22号